# Resolució 164 del Consell de Seguretat de les Nacions Unides
La Resolució 164 del Consell de Seguretat de les Nacions Unides, aprovada per unanimitat el 22 de juliol de 1961, el Consell, pel que fa a la situació a Tunísia, va demanar un alto el foc immediat i el retorn de totes les forces armades a les seves posicions originals.
Dos dies abans d'aquesta resolució, Tunísia havia demanat una reunió urgent del Consell de Seguretat per examinar la seva queixa contra els actes d'agressió percebuts per França sobre la sobirania i la seguretat de Tunísia. Des del 19 de juliol, Bizerta havia estat atacada per la Armada Francesa i la força aèria; França va afirmar que protegia les instal·lacions i la llibertat de comunicació al lloc.
La resolució va ser aprovada per deu vots a cap; França va estar present però no participava en la votació.
La majoria dels Estats membres van demanar que se celebrés un període extraordinari de sessions de l'Assemblea General de les Nacions Unides entre el 21 i el 25 d'agost per discutir sobre la situació.